# Jacqueline Bévérina-Héreil
Jacqueline Héreil, épouse Bévérina , née à Paris 14e le 4 avril 1913 et décédée à Paris 15e le 24 avril 1998, est une résistante française à l'Occupation allemande pendant la Seconde Guerre mondiale.

## Biographie

### Résistance et déportation
Résistante pendant la Seconde Guerre mondiale, elle entre dès juillet 1940 dans l'action clandestine sous le pseudonyme de Myrtille, membre du Comité directeur du réseau Turma-Vengeance.
Elle est capturée et déportée au camp de Ravensbrück le 31 janvier 1944 mais sera évacuée par la Croix rouge le 9 avril 1945.
Elle est capitaine des forces françaises combattantes.

### Après-guerre
Elle a fondé à Brest après la guerre, le premier centre de l'enfance infirme ainsi que le premier hôtel maternel "Les heures claires". 

## Décorations
- Officier de la Légion d'honneur[Quand ?]
- Croix de guerre 1939–1945 avec palmes
- Médaille de la Résistance française (décret du 14 juin 1946)[3]

## Hommage
Aujourd'hui, une rue de Brest porte son nom, en hommage à son engagement dans la Résistance.